# A-101
A-101 è stata una missione della NASA del programma Apollo, la prima ad utilizzare un razzo Saturn per portare nello spazio un prototipo boilerplate (non funzionante ma di simile fattura come dimensioni e peso) della navicella Apollo.